# Waldelenus
Waldelenus, auch Waldhelm oder Wandalenus (* um 531; † um 615 in Besançon), war ein gallorömischer Adeliger und in der Merowingerzeit Dux der Pagi Ultrajoranus und Scodingorum im heutigen schweizerisch-französisch-deutschen Grenzgebiet.

## Leben

### Herkunft und Familie
Waldelenus entstammte einer gallorömischen Familie im nördlichen Burgund, die insbesondere im Gebiet um Besançon begütert war. Waldelenus und seine Frau Aelia Flavia hatten mehrere Kinder, die später hohe administrative oder klerikale Ämter innehatten und so die weitreichenden politischen Interessen der Familie vorantrieben: ihr ältester Sohn Donatus war von 625 bis 660 Erzbischof von Besançon und wurde nach seinem Tod heiliggesprochen, ihr zweiter Sohn Chramnelenus wurde Nachfolger seines Vaters als Herzog, ihre Tochter Sirudis wirkte später als erste Äbtissin im Frauenkloster Jussamoutier zu Besançon und eine weitere Tochter, Aquilina, heiratete Amalgar, den Dux des Pagus Attoriensis.

### Dux und Hausmeier
Urkundlich belegt ist, dass Waldelenus das Amt eines Dux der Pagi Ultrajoranus und Scodingorum bereits vor der Regentschaft von Childebert II. bekleidete – er gehörte zu der Gruppe fränkisch-burgundischer Adliger, die in den Wirren des Merowingischen Bruderkrieges nach der Entmachtung Königin Brunichilds die Regentschaft für ihren unmündigen Sohn Childebert II. in Austrasien führte. Im Jahr 581 wurde Waldelenus nach dem Tod des Hausmeiers Gogo als dessen Nachfolger an den austrasischen Hof nach Metz berufen und bekleidete dieses Amt bis 583. Den gewaltsamen Umsturz durch das austrasische Heer und die erneute Machtübernahme Brunichilds überstand Waldelenus unbeschadet und kehrte im selben Jahr nach Besançon zurück.

### Unterstützung der kolumbanischen Mission
Eine besondere historische Bedeutung kommt Waldelenus als einflussreichem Förderer der Missionstätigkeit des Kolumban zu, welche entscheidend zur Christianisierung der Gebiete nördlich der Alpen beitrug. Beide Männer verband eine tiefe Freundschaft, wie die Vita Columbani des Jonas von Bobbio zu berichten weiß – so übernahm Kolumban die Patenschaft für Donatus, den ältesten Sohn des Herzogs.
Um das Jahr 590 erhielt Kolumban von Waldelenus die Erlaubnis, in dessen Dukat ein Kloster in Luxeuil zu gründen. Ausgehend von Luxeuil mit der von Kolumban geschaffenen Ordensregel kam es im gesamten Frankenreich zu einer Klostergründungsbewegung in den ländlichen Regionen, die, im Gegensatz zu den bereits unter römischer Herrschaft christianisierten Städten, überwiegend noch heidnischen Traditionen verhaftet waren. Mit Hilfe der weitverzweigten Beziehungen des Waldelenus entstand eine vom fränkischen Adel getragene Bewegung, die im 7. Jahrhundert etwa 300 neue Klöster im Fränkischen Reich begründete.  Der Einfluss der Familie auf die kolumbanische Mission nahm in den folgenden Jahren und Jahrzehnten noch erheblich zu, da mit Eustasius und Waldebert zwei direkte Verwandte von Waldelenus die Nachfolge Kolumbans als Äbte des Klosters Luxeuil antraten.

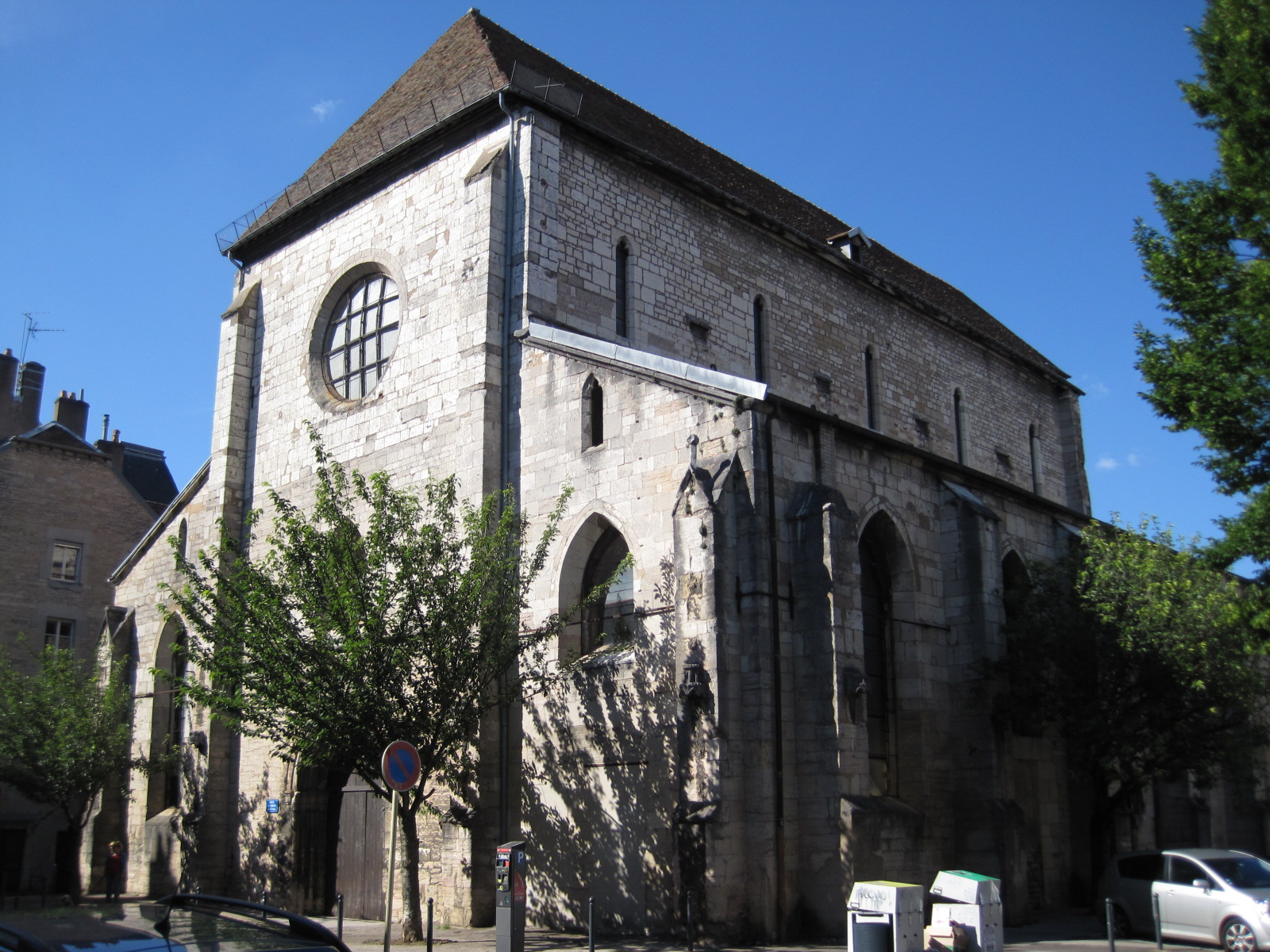
Abtei Saint-Paul

## Nachwirkung
Waldelenus verstarb um das Jahr 615 und wurde in der Abtei Saint-Paul in Besançon, die sein Sohn Donatus gegründet hatte, bestattet.
Gemeinhin geht die Forschung davon aus, dass Waldelenus als Begründer und erster Vertreter der fränkischen Adelssippe der Waltriche anzusehen ist, die in den folgenden zwei Jahrhunderten zu einer der einflussreichsten Familien im Fränkischen Reich, vor allem während der Herrschaft der Karolinger, aufstieg. Durch geschickte Heiratspolitik gelang es Waldelenus und seinen Nachfahren, die gallorömische Familie in die germanisch-fränkische Machtstruktur einzubinden und ein Netzwerk politischer Verbindungen zu knüpfen, das von Bayern bis in die Provence reichen sollte.